# Condylostylus blepharotarsis
Condylostylus blepharotarsis är en tvåvingeart som beskrevs av Henk J.G. Meuffels och Patrick Grootaert 1999. Condylostylus blepharotarsis ingår i släktet Condylostylus och familjen styltflugor.
Artens utbredningsområde är Venezuela. Inga underarter finns listade i Catalogue of Life.